# Oumm Koulthoum bint Ali
Zaynab al-Soghra bint Ali, dite Oumm Koulthoum (arabe : أم كلثوم), née vers 627 et morte en 681, est la fille d'Ali ibn Abi Talib, 1er imam et 4e calife rachidoune. Les sources sunnites et chiites divergent sur son mariage avec Omar ibn al-Khattâb, compagnon de Mahomet et 2e calife.

## Biographie
Sa mère Fatima Zahra était la fille préférée de Mahomet, le prophète de l'islam, et son père  Ali, cousin et compagnon du susmentionné prophète.
Omar demande la main d'Oumm Koulthoum quand elle a sept ans, il est prêt à donner quarante mille dirhams en guise de mahr, amenant Ali à accepter cette union. Avec Omar, elle eut une fille appelée Fatima ou Roqayya, et un fils appelé Zayd. Pour les chiites, ce mariage n'a pas eut lieu, ou ce n'est pas la fille d'Ali qui a épousé Omar mais celle d'Abou Bakr,,,.